# 長野覚
長野 覚（長野 覺、ながの ただし、1928年 - 2021年9月13日）は、日本の地理学者、博士。駒澤大学教授、日本山岳修験学会顧問を歴任。山伏研究の第一人者。

## 来歴
「日本三大修験山」に数えられる九州・英彦山出身。修験道山伏の家系、豊前長野氏の子孫で「守静坊」10代目

。生家の守静坊は現存する宿坊で最も古いとされる古民家。
福岡県立修猷館高等学校社会科（地理担当）教諭を経て、1978年4月、駒澤大学文学部地理学科専任講師として着任。1980年助教授。
1986年、学位論文「英彦山修験道の歴史地理学的研究」で博士号（駒澤大学・文学）を取得、翌年、刊行し代表的著書となる。1987年、教授に就任。1993年地理学科主任。1998年3月に退職。日本山岳修験学会顧問などを歴任。

## 著書
- 「英彦山修験道の歴史地理学的研究」名著出版　1987.10[12]

### 編書
- 「韓国・檀君神話と英彦山開山伝承の謎　日韓古代史シンポジウム」海鳥社　1996.7.15
- 「日本と韓国　茶の文化考　日韓文化交流セミナー　お茶をめぐる差異と同一性」海鳥社　2002.11

## 論文
- 「炭鉱都市の諸問題 ‐福岡県田川市の現代的課題‐」『駒澤地理』第2号、駒澤大学文学部地理学教室、1960年6月、18頁、NAID 120006612641。
- 「山岳宗教(修験道)集落英彦山の構造と経済的基盤」『駒沢地理』第15号、駒澤大学文学部地理学教室、1979年3月、5-51頁、ISSN 0454241X、NAID 110007004131。
- 「日本の山岳交通路と修験道の入峯について」『駒澤大學文學部研究紀要』第40号、駒澤大学、1982年3月、63頁、NAID 120006612156。
- 「日本の山岳交通路としての修験道の峰入り道に関する研究」『駒澤地理』第22号、駒澤大学文学部地理学教室、1986年3月、103頁、NAID 120006612774。
- 「日本人の山岳信仰に基づく聖域観による自然護持 （その3）　-　その地域的諸相　-」『駒沢大学文学部研究紀要』第50号、駒澤大学、1992年3月、1-70,図5枚、ISSN 04523636、NAID 110006992950。